# رویا داودیان
رویا داودیان خان  معروف به رویا داودیان (زادهٔ ۱۹ مرداد ۱۳۷۵ در اصفهان) عضو تیم ملی کبدی زنان ایران است.

## افتخارات
- مدال طلا بازی‌های آسیایی ۲۰۱۸[۷][۸]
- مدال برنز بازی‌های آسیایی ۲۰۲۲[۹][۱۰]
- مدال نقره قهرمانی آسیا ۲۰۱۷
- مدال نقره قهرمانی آسیا ۲۰۱۶